# Gavin Newsom
Gavin Christopher Newsom (San Francisco, 10 de octubre de 1967) es un empresario, presentador, escritor y político estadounidense. Es el 40.° y actual gobernador de California desde el 7 de enero de 2019. Anteriormente se desempeñó como el 49.° teniente gobernador de California de 2011 a 2019 y como el 42.° alcalde de San Francisco de 2004 a 2011. Es miembro del Partido Demócrata.

## Biografía
Se graduó como bachiller en Ciencias Políticas de la Universidad de Santa Clara. Tras graduarse, incursionó como empresario, entre los que destacó administrador de hoteles.  
Su carrera política inició en 1996, cuando el alcalde de San Francisco, Willie Brown, le dio un cargo en la Comisión de Estacionamiento y Tráfico. Al año siguiente, Brown nombró a Newson miembro de la Junta de Supervisores de San Francisco para reemplazar una vacancia. En 1998, 2000 y 2002 fue electo para dicho cargo, por el distrito 2 de la Junta.
En 2003, fue electo para alcalde de San Francisco a la edad de treinta y seis años, siendo el alcalde más joven de la ciudad en más de un siglo. En 2007 fue reelecto para el cargo, con el 72% de los votos.
En 2010, ganó la elección para vicegobernador durante la gobernatura de Jerry Brown, cargo para el que fue reelecto en 2014. En las elecciones para gobernador de 2018 resultó electo. Durante su encargo como gobernador, enfrentó duras críticas por su gestión de la pandemia de COVID-19, a lo que siguió su intento de revocación de mandato en 2021, que él denominó como un «esfuerzo republicano» para destituirlo. El 8 de noviembre ganó las elecciones para gobernador de 2022, siendo reelegido como gobernador pero perdiendo un 16% de apoyo comparado con las elecciones de 2019. 
Asimismo, en su faceta como presentador de televisión dirigió de 2012 a 2013 el programa The Gavin Newsom Show. Como escritor, en 2013 publicó Citizenville, que trata sobre el uso de las TICs para la democracia.

## Ideología
Como demócrata y progresista, mostró su oposición a las leyes de otros estados restrictivas para el aborto, su apoyo a los derechos de los inmigrantes y es una voz influyente a favor de la legalización del cannabis en California.